# Golac (Ugljan)
Golac je majhen nenaseljen otoček v Jadranskem morju, ki pripada Hrvaški.
Na jugozahodnem delu otoka Ugljan se nahaja manjši zalivček Uvala Mala Lamjana. Golac leži okoli 0,8 km vzhodno od otočka Veliki Školj pred vhodom v zalivček Mala Lamjana. Njegova površina je manjša od 0,1 km².